# Adasky
Adasky es una empresa que investiga, desarrolla y produce tecnología inteligente de detección térmica. Adasky se estableció con el propósito de resolver el problema de la falta de percepción de otros sensores ubicados en vehículos autónomos, mediante el uso de cámaras térmicas inteligentes, haciendo que los vehículos funcionen mejor y sean más seguros en varios niveles de automatización vehicular.

## Historia
A medida que Adasky evolucionó, comenzó a desarrollar soluciones de imagen térmica avanzadas para abordar desafíos de movilidad adicionales, como la seguridad vial de las ciudades inteligentes para los usuarios de la carretera . Adasky investiga en el campo de la industria de la detección térmica y crea sistemas de cámaras pequeños y eficientes para el mercado a un precio asequible, haciéndolos accesibles para un viaje seguro y un retorno seguro. Adasky es una empresa emergente de la industria automotriz cuya sede central está en la ciudad israelí de Yokneam, la empresa ha recibido financiación privada, la compañía fue fundada en 2015 y está especializada en los siguientes sectores: visión artificial, software, cámaras termales, conducción de vehículos autónomos, sensores térmicos, tecnología de infrarrojo lejano, aprendizaje automático, inteligencia artificial, aprendizaje profundo, redes neuronales, semiconductores, vehículos autoconducidos, termografía, sistemas avanzados de asistencia al conductor y fusión de datos . La mayoría de los expertos promueven la idea de utilizar varios tipos distintos de sensores para los sistemas de frenado de emergencia. Las cámaras térmicas pueden detectar a personas y animales por la noche y en condiciones de visibilidad reducida que podrían ser un desafío para otro tipo de sensores.